# Jelle Beemsterboer
J.C.J. (Jelle) Beemsterboer (Tuitjenhorn, 30 april 1984) is een Nederlands politicus. Namens de BoerBurgerBeweging (BBB) is hij sinds 17 juli 2023 gedeputeerde van Noord-Holland. Eerder was hij wethouder en gemeenteraadslid voor het Christen-Democratisch Appèl (CDA).

## Politieke loopbaan
Beemsterboer werd op zijn achttiende lid van het CDA. In 2006 werd Beemsterboer beëdigd als lid van de gemeenteraad van Harenkarspel namens het CDA. Vier jaar later werd hij de jongste CDA-lijsttrekker van Nederland. Van 2012 tot 2016 was hij naast zijn gemeentelijke taken ook voorzitter van CDA Noord-Holland. Bij de herindelingsverkiezingen van 2012 was hij CDA-lijsttrekker in de nieuwe gemeente Schagen, waar ook Harenkarspel en Zijpe in op zouden gaan. Vanaf 2014 was hij in die gemeente wethouder voor ruimtelijke ordening, na het vertrek van de VVD uit de coalitie ook voor economie. In die rol maakte hij zich vooral sterk voor meer woningbouw. Beemsterboer stond voor de Tweede Kamerverkiezingen 2021 op plek 28 van de CDA-kandidatenlijst; hij behaalde toen na een persoonlijke campagne 6275 voorkeurstemmen. Hij stopte met het wethouderschap toen na de gemeenteraadsverkiezingen een nieuw college aantrad, omdat hij het na zestien jaar mooi geweest vond.
Hierna nam Beemsterboer afstand van de dagelijkse politiek. Wel bleef hij actief in het CDA als vice-voorzitter van de afdeling Schagen. In juli 2023 werd bekend dat Beemsterboer voor BBB gedeputeerde zou worden, dit tot grote verbazing van het CDA. Als gedeputeerde heeft hij de portefeuille wonen, landbouw en visserij.
Vader Jos Beemsterboer was in maart 2023 BBB-lijsttrekker bij de waterschapsverkiezingen in het Hoogheemraadschap Hollands Noorderkwartier en tevens oud-CDA-wethouder.